# Ferroelastyki
Ferroelastyki stanowią rodzaj kryształów ferroicznych, który można rozpatrywać jako mechaniczny, sprężysty analog ferroelektryków lub ferromagnetyków. Występuje w nich spontaniczna deformacja. Kryształy te charakteryzują się istnieniem elastycznej struktury domenowej i pętli histerezy. 
Definicję kryształu ferroelastycznego podał Kêitsiro Aizu w 1969 roku - jest to kryształ posiadający w fazie ferroelastycznej co najmniej dwa stany orientacyjne różniące się przynajmniej jedną składową tensora deformacji spontanicznej. Każdy ze stanów orientacyjnych może być rozważany jako małe skręcenie, wynikające z niewielkiego przemieszczenia atomów w pewnej idealnej strukturze nazywanej prototypem. Ten rodzaj odkształcenia występuje przy zerowym naprężeniu.